# Leptacis fusiformis
Leptacis fusiformis är en stekelart som beskrevs av Peter Neerup Buhl 2005. Leptacis fusiformis ingår i släktet Leptacis och familjen gallmyggesteklar. Inga underarter finns listade i Catalogue of Life.